# تحقيق النبوة المزدوج
إن تحقيق النبوة المزدوج أو التحقيق الثنائي أو النبوة المزدوجة أو النبوة الثنائية أو التطبيق الحالي والمستقبلي للنبوة هي فكرة مسيحية بشكل رئيسي تقول أن بعض النبوءات في الكتاب المقدس لها إنجاز قصير المدى وطويل الأجل. .

## النبوءات اليهودي عن المسيح
ومن الأمثلة على ذلك، نبوءة عمانوئيل في إشعياء 7: 14 والتي تقول: «لِهَذا الرَّبُّ نَفسُهُ سَيُعطِيكُمُ الدَّلِيلَ: ها الصَّبِيَّةُ تَحبَلُ، وَتَلِدُ ابناً، وَتَدعُو اسْمَهُ ‹عِمّانُوئِيلَ›،» والتي يُفهم آنه تحققت مرتين. تحققت أول مرة في زمن أشعيا وهي ولادة لطفل سيكون علامة لـ آحاز من أن انتهاء لريزين(ملك أرام) وبقاح (ملك إسرائيل) على يد تغلث فلاسر الثالث، غالباً ما يعتقد أن الطفل المولود هو ثمرة زواج حزقيا من أبيجا البتول، ابنة زخريا. وعلى نفس المنوال، يعتقد المسيحيون أن النبوءة تحققت مرة ثانية مع ولادة المسيح الرائع، المستشار، الإله الأقوياء، الأب الدائم، أمير السلام الذي يحدث في الفصل التالي.
في مثل هذه الأمثلة، يرتبط تحقيق النبؤة المزد، ج في السياق المسيحي وغالبًا بمفاهيم التصنيف المسيحي في العهد القديم.

## نبوخذ نصر وتيتوس
يرى بعض المتابعين أن تحقيق النبوة الثنائ كانت عن حصار القدس عام 587 قبل الميلاد ممع حصار القدس عام 70).

## سنة 70م و الأيام الأخيرة
هناك مجال آخر للحقيق المزدوج هو التداخل بين العناصر قصيرة الأجل وطويلة الأجل في نبوءة الزيتون. أحداث مثل حصار القدس ، تضحية أنطيوخوس بخنزير على المذبح وتدمير الهيكل الثاني من قبل تيتوس فلافيوس ينظر إليها بعض المسيحيين كإستيفاء جزئي لحديث متى 24. فكرة ثنائية الوفاء في هذه الحالة هي محل نزاع من قبل بعض البريتاريين .